# Bogeyman

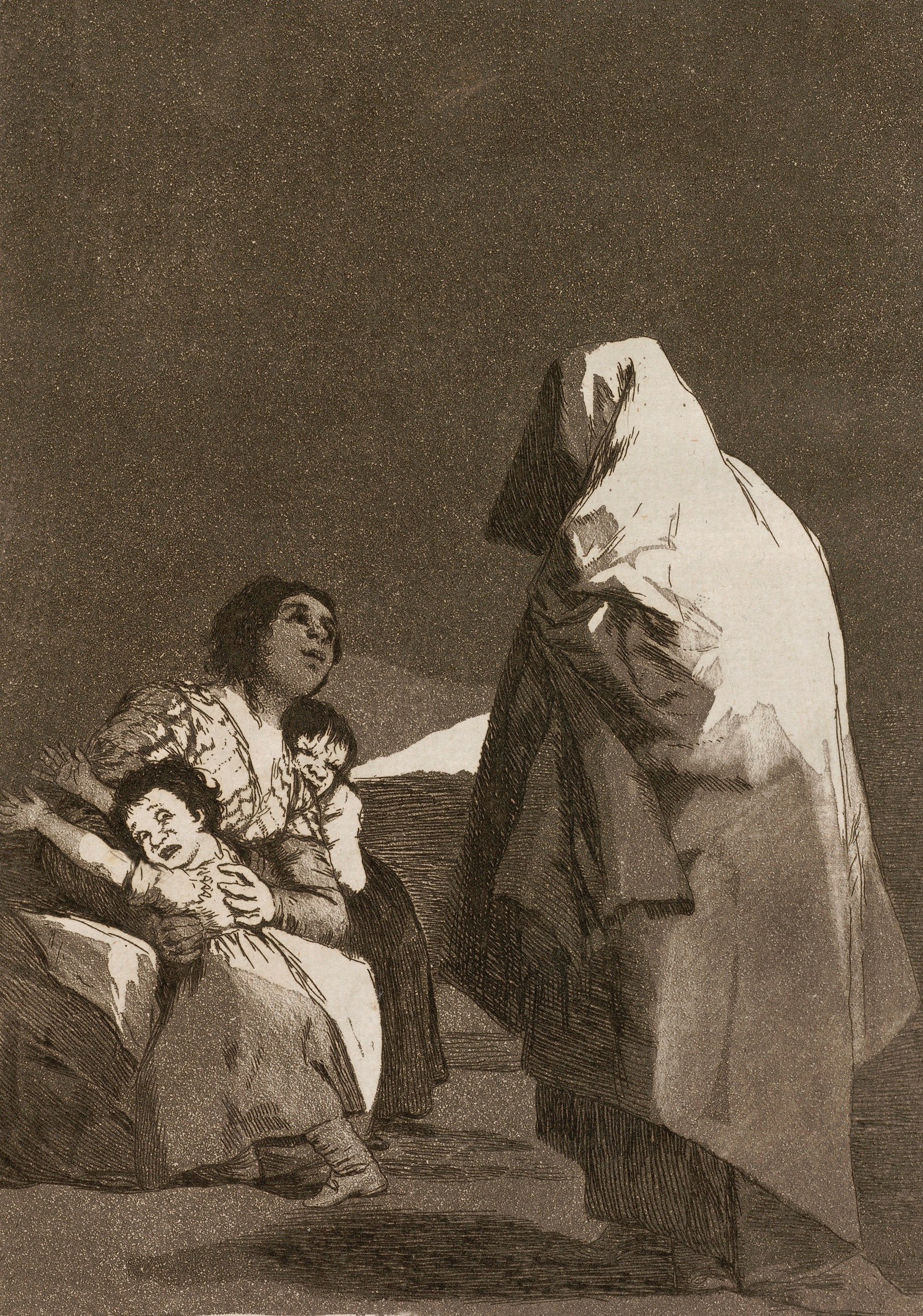
Que viene el Coco, de Goya (1797).

El hombre del saco o bogeyman (también llamado hombre de la bolsa, boogeyman, bogyman, bogieman, boogie monster, boogieman o boogie woogie) es un tipo de criatura mítica utilizada por los adultos para asustar a los niños para que se porten bien. Los "hombres del saco" no tienen una apariencia específica y las concepciones varían drásticamente según el hogar y la cultura, pero se representan más comúnmente como monstruos masculinos o andróginos que castigan a los niños por su mala conducta. El Bogeyman o monstruos conceptualmente similares se pueden encontrar en muchas culturas alrededor del mundo. Los mismos pueden apuntar a un acto específico o una mala conducta general, según el propósito que deba cumplirse, a menudo en función de una advertencia de la figura de autoridad del niño. El término "Bogeyman" a veces se usa como una personificación o metonimia no específica del terror y, en algunos casos, del Diablo.
Su equivalente en países hispanohablantes es "el coco" o "cuco" y, más lejanamente, el hombre del saco (el viejo del costal, el viejo del saco, el señor de la basura, el viejo de la bolsa, o el ropavejero).

## Descripción
El bogeyman no tiene ningún aspecto específico pues es una leyenda popular acerca de una persona que usaba túnica y nunca mostraría su rostro, y a veces se lo compara con personas de la vida real como el asesino en serie Albert Fish. El término bogeyman puede utilizarse metafóricamente para denotar una persona o cosa hacia la que alguien siente un miedo irracional. La leyenda puede haberse originado en Escocia, donde a tales criaturas las llaman a veces boggart, bogles o bogies. 
Los cuentos del bogeyman varían según la región. En algunos lugares el bogeyman es masculino, en otros, femenino. El concepto más común es el de un personaje popular caracterizado como alguien que asusta a niños: suele ser un monstruo que se mantiene al acecho en dormitorios (por ejemplo, detrás de la puerta, dentro del armario, o debajo de la cama), lugares en los que se esconde antes de atacar al durmiente. En cambio, en algunas zonas de los Estados Unidos, el bogeyman no entra a los dormitorios, sino que por el contrario araña las ventanas desde el exterior. Igualmente se dice que a veces, el bogeyman adopta la forma de la cosa que más aterra a la víctima.
Los padres, a veces, para controlar a sus niños hacen este tipo de avivamiento así para corregirlos y animan la creencia en un bogeyman que asusta solamente a los niños que se comportan mal. Tales bogeyman se puede decir que apuntan a una travesura específica (por ejemplo, un bogeyman que persigue a niños que se chupan el pulgar, no se quieren dormir, etcétera).